# 上原太一
上原　太一（うえはら　たいち、1881年（明治14年）5月 - 1917年（大正6年）6月11日）は、日本の海軍軍人。 第一次世界大戦で戦死した「榊」の艦長である。最終階級は海軍中佐。

## 生涯

### 略歴
山口県出身。鴻城義塾を経て1900年（明治33年）海軍兵学校に進み、1903年（明治36年）卒業（31期）。同期に加藤隆義、長谷川清、及川古志郎らがいる。
兵学校卒業後、遠洋航海の前段である内地航海に出発したが、日露戦争の開戦により急遽「八島」乗組みとなり実戦に参加。しかし「八島」は旅順港外において触雷し沈没。上原は「富士」に転乗となる。海軍少尉に任官し、「赤城」を経て、「厳島」乗組みとして日本海海戦に参戦した。
呉海兵団・「比叡」・「相模」・「薩摩」・横須賀敷設隊の各分隊長、第九艇隊長、「漣」駆逐艦長を務めたほか、海軍大学校乙種、海軍水雷学校高等科を修了している。
「吹雪」駆逐艦長として第一次世界大戦を迎え、少佐へ進級。「榊」駆逐艦長として、地中海で連合国艦船の護衛任務に従事。オーストリア＝ハンガリー帝国潜水艦U-27(英語版)の雷撃を受け、上原は戦死した。

### 駆逐艦・榊

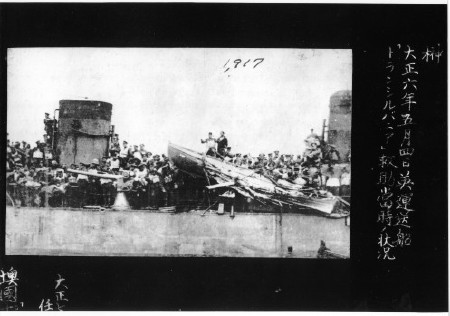
「トランシルバニア」乗員を救助した「榊」

「榊」の属す第二特務艦隊は、日英同盟を結んでいたイギリスの要請を受けて編成され、地中海方面で連合国艦船の護衛に従事した。1917年4月26日、「榊」は第11駆逐隊の僚艦「松」とともに総員3266名、武器弾薬を満載した大型客船・「トランスシルバニア」の護衛にあたった。イタリア・サナポ沖で同船は雷撃を受け撃沈されたが、「榊」、「松」はイタリア駆逐艦らと協同し乗員約3000名を救助した。護衛対象を撃沈されながらも多くの人命を救ったことに連合国は感謝し、上原、駆逐隊司令・横地錠二ほか将兵27名がイギリス国王ジョージ五世から叙勲された。
同年6月11日、「榊」、「松」は護衛任務を終え、マルタ島へ帰還の途に着いたが、「榊」見張員は敵潜水艦の潜望鏡を発見。上原は回避命令と同時に砲撃を命じたが間に合わず、魚雷が命中。上原は海中に投げ出され戦死した。戦死者は上原、駆逐隊機関長・竹垣純信以下59名であった。「榊」はイギリス工廠で修理の上再就役、艦長は蒲田静三が引き継いだ。

## 逸話
- 上原は水雷畑を歩んだ駆逐艦乗りであるが、初級士官時代は船に弱かった。
- 地中海へ赴く際、行を共にする同期の駆逐艦長6名とクラス会を開き、首席の枝原百合一に寄せ書きを贈っている。上原は「吾人ハ唯だ死あるのみ」と記した。

## 栄典
- 1904年（明治37年）10月10日 - 正八位[6]